# Nelsonia canescens
Espèce
Synonymes
- Acanthodium spicatum Nees[1]
- Dianthera tomentosa Roxb. ex C.B.Clarke[1]
- Hemigraphis brunelloides (Lam.) Bremek.[1]
- Justicia bengalensis Spreng.[1]
- Justicia brunelloides Lam.[2]
- Justicia canescens Lam.[1] [2]
- Justicia hirsuta Vahl[1]
- Justicia lamiifolia Roxb.[1]
- Justicia nummulariifolia Vahl[1]
- Justicia origanoides Vahl[1]
- Justicia pusilla Pohl ex Nees[1]
- Justicia vestita Roem. & Schult.[1]
- Nelsonia albicans Kunth[1]
- Nelsonia brunelloides (Lam.) Kuntze[1] [2]
- Nelsonia campestris (préféré par NCBI)[3]
- Nelsonia campestris R.Br.[1]
- Nelsonia canescens[3]
- Nelsonia hirsuta (Vahl) Roem. & Schult.[1]
- Nelsonia lamiifolia (Roxb.) Spreng.[1]
- Nelsonia nummulariaefolia (Vahl) Roem. & Schult.[1]
- Nelsonia origanoides (Vahl) Roem. & Schult.[1]
- Nelsonia pohlii Nees[1]
- Nelsonia senegalensis Oerst.[1]
- Nelsonia tomentosa A. Dietr.[1]
- Nelsonia villosa Oerst.[1]
- Origanum lanatum Bojer ex Nees[1]
- Rhaphidospora vestita G.Don[1]
- Ruellia eriostachya Bojer ex Nees[1]
- Zahlbrucknera repens Pohl ex Nees[1]

Nelsonia canescens est une espèce de plantes à fleurs de la famille des Acanthaceae et du genre Nelsonia ayant une répartition tropicale.

## Liste des variétés
Selon Tropicos (11 janvier 2018) (Attention liste brute contenant possiblement des synonymes) :
- variété Nelsonia canescens var. canescens
- variété Nelsonia canescens var. smithii (Oerst.) E. Hossain
- variété Nelsonia canescens var. vestita (Roem. & Schult.) E. Hossain